# Włodzimierz Mokry
Pour les articles homonymes, voir Mokry.
Włodzimierz Mokry (en ukrainien Володимир Мокрий), né le 18 avril 1949 à Drawa en Mazurie, est un linguiste, philologue et militant politique polonais d'origine ukrainienne, professeur à l'université Jagellonne de Cracovie. Il a été élu député à la Diète de Pologne lors des premières élections libres de 1989.

## Biographie
Włodzimierz Mokry est né dans le Nord-Est de la Pologne dans l'ancienne province de Prusse-Orientale, où ses futurs parents avaient dû venir s'installer à la suite de l'opération « Vistule » expulsant de leur région d'origine les Ukrainiens, Boykos et Lemkos de Pologne. Il achève en 1966 ses études secondaires au lycée de Legnica (seul du pays où il était possible de passer l'examen de maturité en ukrainien). En 1972, il passe une maîtrise de philologie russe à l'université Jagellonne.
Il obtient son doctorat en 1978 avec un thèse intitulée : « Ruska Trójca ». Les données de la vie littéraire et culturelle des Ukrainiens en Galicie, dans la première moitié du XIXe siècle. Il obtient son habilitation en 1997 avec un thèse sur : La littérature et le romantisme philosophico-religieux en Ukraine : Chevtchenko, Kostomarov, Chachkevytch.
En 2002, il reçoit le titre de professeur. De 1999 à 2003, il dirige le département de philologie ukrainienne de l'université Jagellonne. En 2004, il est nommé à la tête de la nouvelle chaire d'études ukrainiennes à la Faculté de relations internationales et de sciences politiques de l'université Jagellonne.
Il est rédacteur des périodiques : "Krakowskie Zeszyty Ukrainoznawcze" (Cahiers ukrainiens de Cracovie, "Między Sąsiadami" (Entre voisins), "Horyzonty Krakowskie" (Horizons de Cracovie).
Il a siégé de 1989 à 1991 comme député du comité civique Solidarność à la Diète qui a mis fin au système communiste.
Il est également le fondateur de la Fondation Saint-Vladimir (Fundacja św. Włodzimierza Chrzciciela Rusi Kijowskiej).
En 1987, il a été lauréat de la Fondation Jean-Paul II pour ses recherches et publications qui montrent les racines chrétiennes de la culture ukrainienne et pour son action en faveur de l'entente polono-ukrainienne.
Il a reçu la Croix de Chevalier de l'Ordre Polonia Restituta (1998).

## Œuvres
- Церква у житті українців (L'Église dans la vie des Ukrainiens) (Lviv 1993)
- Literatura i myśl filozoficzno-religijna ukraińskiego romantyzmu. Szewczenko, Kostomarow, Szaszkiewicz - La littérature et le romantisme philosophico-religieux en Ukraine : Chevtchenko, Kostomarov, Chachkevytch (Cracovie 1996)
- Od Iłariona do Skoworody. Antologia poezji ukraińskiej XI-XVIII wieku (Cracovie 1996)
- "Ruska Trójca" Karta z dziejów życia literackiego Ukraińców w Galicji w pierwszej połowie XIX wieku « Ruska Trójca ». Les données de la vie littéraire et culturelle des Ukrainiens en Galicie, dans la première moitié du XIXe siècle. (Cracovie 1997)
- Papieskie posłania Jana Pawła II do Ukraińców (Cracovie 2001)
- Ukraina Wasyla Stefanyka (Cracovie 2001)
- Apostolskie Słowo Jana Pawła II na Ukrainie w 2001 roku (Cracovie 2002)
- Duchowe źródła pomarańczowej rewolucji na Ukrainie w 2004 roku (Cracovie 2006)